# Ефіопія на Чемпіонаті світу з водних видів спорту 2015
Ефіопія взяла участь у Чемпіонаті світу з водних видів спорту 2015, який пройшов у Казані (Росія) від 24 липня до 9 серпня.

## Плавання
Ефіопські плавці виконали кваліфікаційні нормативи в дисциплінах, які наведено в таблиці (не більш як 2 плавці на одну дисципліну за часом нормативу A, і не більш як 1 плавець на одну дисципліну за часом нормативу B):
Чоловіки
| Спортсмен          | Дисципліна           | Попередній заплив | Попередній заплив | Півфінал        | Півфінал        | Фінал           | Фінал           |
| Спортсмен          | Дисципліна           | Час               | Місце             | Час             | Місце           | Час             | Місце           |
| ------------------ | -------------------- | ----------------- | ----------------- | --------------- | --------------- | --------------- | --------------- |
| Робель Хапте       | 100 м вільним стилем | 1:04.41           | 115               | Завершив виступ | Завершив виступ | Завершив виступ | Завершив виступ |
| Робель Хапте       | 50 м батерфляєм      | 30.95             | 74                | Завершив виступ | Завершив виступ | Завершив виступ | Завершив виступ |
| Абдельмалік Муктар | 50 м вільним стилем  | DSQ               | DSQ               | Завершив виступ | Завершив виступ | Завершив виступ | Завершив виступ |
| Абдельмалік Муктар | 50 м брасом          | 35.89             | 70                | Завершив виступ | Завершив виступ | Завершив виступ | Завершив виступ |

Жінки
| Спортсменка         | Дисципліна          | Попередній заплив | Попередній заплив | Півфінал         | Півфінал         | Фінал            | Фінал            |
| Спортсменка         | Дисципліна          | Час               | Місце             | Час              | Місце            | Час              | Місце            |
| ------------------- | ------------------- | ----------------- | ----------------- | ---------------- | ---------------- | ---------------- | ---------------- |
| Рехель Гебресілассі | 50 м вільним стилем | 32.49             | 99                | Завершила виступ | Завершила виступ | Завершила виступ | Завершила виступ |
| Рехель Гебресілассі | 50 м батерфляєм     | 36.15             | 62                | Завершила виступ | Завершила виступ | Завершила виступ | Завершила виступ |